# 스트룀스타드시

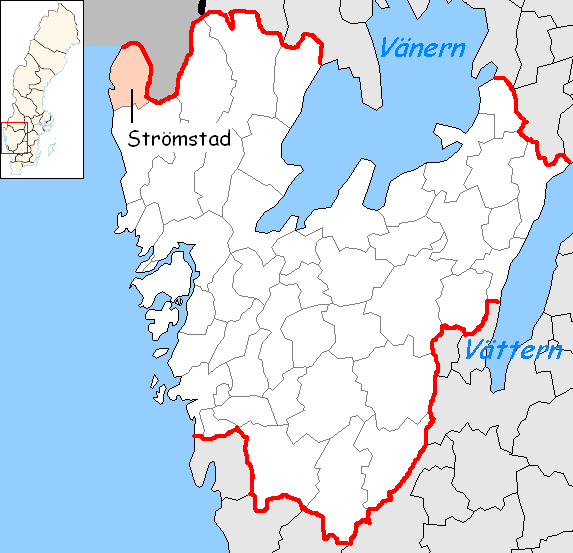
스트룀스타드 시의 위치

스트룀스타드시(스웨덴어: Strömstads kommun)는 스웨덴 베스트라예탈란드주에 위치한 지방 자치체로 행정 중심지는 스트룀스타드이며 면적은 951.83km2, 인구는 13,079명(2016년 12월 31일 기준), 인구 밀도는 14명/km2이다.

시 문장